# جنون وسط شهر
جنون وسط شهر (انگلیسی: Midtown Madness) یک بازی مسابقه‌ای است که در سال ۱۹۹۹ توسط انجل استودیو توسعه یافت و توسط مایکروسافت برای ویندوز منتشر شد. نسخه دمو بازی در آوریل ۱۹۹۹ منتشر شد و سپس با دو دنباله جنون وسط شهر ۲ در سپتامبر ۲۰۰۰، و جنون وسط شهر ۳ در ژوئن ۲۰۰۳ برای ایکس‌باکس ادامه یافت. برخلاف اکثر بازی‌های مسابقه‌ای که بازیکن را به یک مسیر مسابقه محدود می‌کنند، جنون وسط شهر یک رانندگی جهان باز در شیکاگو را ارائه می‌دهد. هدف بازی این است که بازیکن در مسابقات خیابانی برنده شود و ماشین‌های جدید را باز کند. بازیکنان می‌توانند در چند حالت شهر را کاوش و آب و هوا و شرایط ترافیکی هر مسابقه را تعیین کنند. این بازی به‌طور کلی نقدهای مثبتی دریافت کرد.
نکتهٔ جالب در مورد این بازی، شنیده شدن جملهٔ فارسی «هی آقا، مواظب باش!» پس از تصادف با خودروهاست. این جمله در نسخهٔ کامل و نسخهٔ دمویی که توسط مایکروسافت منتشر شده موجود است.
بخش چندنفرهٔ این بازی دیگر به‌صورت رسمی پشتیبانی نمی‌شود، اما به‌کمک گیم‌رنجر همچنان می‌توان از آن بهره برد.

## گیم‌پلی
بازی میدتاون مدنس چهار حالت تک‌نفره ارائه می‌دهد: بلیتز، مدار، چک‌پوینت و کروز. در حالت بلیتز، بازیکن باید از سه چک‌پوینت عبور کند و قبل از پایان زمان به خط پایان برسد. حالت مدار بیشتر قسمت‌های شهر را به شکل پیست مسابقه محدود می‌کند و بازیکن را در رقابت با خودروهای دیگر قرار می‌دهد. حالت چک‌پوینت ترکیبی از ویژگی‌های بلیتز و مدار است که در آن بازیکن باید به مقصد برسد، اما با چالش ترافیک شهری از جمله خودروهای پلیس و عابران پیاده روبرو می‌شود. در حالت کروز، بازیکن می‌تواند بدون محدودیت زمانی آزادانه در شهر گشت‌زنی کند.
هر حالت به جز کروز به چند مأموریت تقسیم شده که با تکمیل هر کدام، مأموریت بعدی باز می‌شود. شرایط محیطی در هر حالت شامل آب‌وهوا (آفتابی، بارانی، ابری و برفی)، زمان روز (طلوع آفتاب، بعدازظهر، غروب و شب) و تراکم عابران، ترافیک و خودروهای پلیس قابل تنظیم است. صفحه نمایش بازی شامل اطلاعات مسابقه و یک نقشه دقیق است که می‌توان آن را غیرفعال کرد.
بازیکنان در ابتدا به پنج خودرو دسترسی دارند و پنج خودروی دیگر با انجام شرایط خاص باز می‌شوند. این خودروها شامل فولکس‌واگن نیو بیتل، فورد اف-۳۵۰، اتوبوس شهری و کامیون فرایت‌لاینر سنچوری می‌شوند. برای باز کردن خودروهای جدید، بازیکن باید اهدافی مانند قرار گرفتن در بین سه نفر اول در دو مسابقه را انجام دهد. اگر بازیکن قبلاً یک مأموریت را تکمیل کرده باشد، می‌تواند در بازی مجدد، مدت زمان مسابقه و شرایط آب‌وهوایی را تغییر دهد. در حالت چک‌پوینت، بازیکن می‌تواند میزان ترافیک، خودروهای پلیس و عابران پیاده را تنظیم کند.
خودروها در اثر برخورد آسیب می‌بینند و در صورت آسیب زیاد غیرفعال می‌شوند که در حالت‌های بلیتز و چک‌پوینت به معنای شکست در مأموریت است، اما در حالت‌های مدار و کروز، خودرو پس از چند ثانیه به حالت عادی بازمی‌گردد.
محیط بازی بر اساس شهر شیکاگو طراحی شده و شامل بسیاری از نشانه‌های معروف آن مانند قطار شهری (L)، برج ویلیس (که در آن زمان به نام برج سیرز شناخته می‌شد)، ورزشگاه ریگلی فیلد و سولجر فیلد است. خیابان‌های شهر دارای اشیایی مانند سطل زباله، پارکومتر، صندوق پست و چراغ‌های راهنمایی است که بازیکن می‌تواند با آنها برخورد کند. در حالت چک‌پوینت، خودروهای دیگر از قوانین چراغ راهنمایی پیروی می‌کنند، اما بازیکن ملزم به رعایت آنها نیست.
بازی از حالت چندنفره در شبکه محلی، اینترنت یا از طریق اتصال کابل سریال پشتیبانی می‌کند. در گذشته، سرویس MSN Gaming Zone مایکروسافت از این حالت پشتیبانی می‌کرد که در ۱۹ ژوئن ۲۰۰۶ متوقف شد. امروزه سرویس‌های مشابه مانند GameSpy Arcade و XFire از طریق DirectPlay از این حالت پشتیبانی می‌کنند. حالت چندنفره شامل بازی پلیس و دزدها می‌شود که در آن بازیکنان به دو تیم تقسیم می‌شوند و هر تیم سعی می‌کند ذخیره طلای تیم مقابل را بدزدد و به مخفیگاه خود برگرداند.